# Radio Gherdëina Dolomites
Radio Gherdëina Dolomites è un'emittente radiofonica italiana con sede a Ortisei, che opera essenzialmente nel territorio della Ladinia (Val Gardena, Val Badia, Val di Fassa, Livinallongo, Colle Santa Lucia e Cortina d'Ampezzo), oltre che in Val d'Isarco, in Val Pusteria, a Bolzano e Bassa Atesina, a Merano e dintorni e sull'Altipiano dello Sciliar.

## L'emittente
Lanciata nel 1979, dal 1991 è di proprietà della famiglia Franz Rabanser di Ortisei. Peculiarità dell'emittente è il trilinguismo: essa propone infatti programmi negli idiomi ladini, in tedesco e in italiano. Il palinsesto è di tipo generalista, proponendo musica moderna e folcloristica ladina e i notiziari prodotti dalla syndication Südtirol Journal.

## Ascolti
Da un'indagine fatta nell'anno 2005 dall'ASTAT (Istituto Provinciale di Statistica) risulta che solo nella provincia autonoma di Bolzano, alla quale appartengono le valli di Gardena e Badia, Radio Gherdëina ha oltre 13.000 ascoltatori giornalieri e 25.000 ascoltatori settimanali.